# Zeche Louisenglück ins Osten
Die Zeche Louisenglück ins Osten ist ein ehemaliges Steinkohlenbergwerk in Bommern. Trotz der über 50-jährigen Bergwerksgeschichte wird über das Bergwerk nur wenig berichtet.

## Bergwerksgeschichte
Am 10. Februar des Jahres 1834 wurde eine Verlängerung des Längenfeldes nach Osten verliehen. Diese Verlängerung hatte die Abmessung von 13 Maaßen und 18 Lachter. Im Jahr 1870 wurde das Grubenfeld von der Zeche Vereinigte Louisenglück angepachtet. Trotz dieser Maßnahme blieb die Zeche Louisenglück ins Osten weiter eigenständig in Betrieb. Am 1. April des Jahres 1874 war der Abbau beendet und das Bergwerk wurde stillgelegt. Am 7. Februar des Jahres 1883 wurde ein neuer Vertrag geschlossen, der den Abbau der weiteren Lagerstätte durch die Zeche Vereinigte Louisenglück vorsah. Im April desselben Jahres wurde das Bergwerk erneut in Betrieb genommen. Es wurden mehrere alte Bremsberge aufgewältigt. Nachdem diese Arbeiten fertiggestellt waren, wurde erneut mit dem Abbau begonnen. Am 19. Januar des Jahres 1885 wurde die Zeche Louisenglück ins Osten stillgelegt. Die Stilllegung erfolgte zusammen mit der Zeche Vereinigte Louisenglück.

## Förderung und Belegschaft
Die ersten Förder- und Belegschaftszahlen stammen aus dem Jahr 1872, in diesem Jahr wurden von 32 Bergleuten 8905 Tonnen Steinkohle gefördert. Im Jahr 1874 wurden bis Ende März 211 Tonnen Steinkohle gefördert. Im Jahr 1883 wurden mit 28 Bergleuten 7444 Tonnen Steinkohle gefördert. Die maximale Förderung des Bergwerks wurde im Jahr 1884 mit 34 Bergleuten erbracht, es wurden 20.076 Tonnen Steinkohle gefördert. Dies waren auch gleichzeitig die letzten Förder- und Belegschaftszahlen des Bergwerks.